# Turisták bárhol
A Turisták bárhol a Kispál és a Borz pécsi alternatívrock-együttes kilencedik stúdióalbuma, amely 2003-ban jelent meg.

## Számok
| #   | Cím                 | Szerző(k)             | Hossz |
| --- | ------------------- | --------------------- | ----- |
| 1.  | Nem érdekel         | Lovasi András         | 02:54 |
| 2.  | Tiszai pu.          | Lovasi                | 02:58 |
| 3.  | Etetés              | Lovasi                | 04:14 |
| 4.  | Küldi a megoldást   | Kispál András, Lovasi | 02:59 |
| 5.  | Extra Light         | Kispál, Lovasi        | 04:12 |
| 6.  | Utolsó agy          | Kispál, Lovasi        | 04:58 |
| 7.  | Menjél messzebb     | Kispál, Lovasi        | 04:23 |
| 8.  | Köszönöm, köszönöm  | Kispál, Lovasi        | 03:38 |
| 9.  | Csillag vagy fecske | Lovasi                | 03:34 |
| 10. | A tizenháromezredik | Kispál, Lovasi        | 03:01 |
| 11. | De szeretnék        | Kispál, Lovasi        | 04:16 |
| 12. | Életigenlő szám     | Kispál, Lovasi        | 03:31 |
| 13. | Nem fáj             | Kispál, Lovasi        | 02:29 |